# ژوائو گابریل دا سیلوا
ژوائو گابریل دا سیلوا (به پرتغالی: João Gabriel da Silva) هافبک اهل برزیل است که در شهر Boa Esperança do Iguaçu و در تاریخ ۴ ژوئیهٔ ۱۹۸۴ به دنیا آمده‌است.
ژوائو گابریل دا سیلوا در تیم‌های فوتبال CE Passense سابقهٔ حضور دارد.